# Вулфхард, Финн
Финн Майкл Ву́лфхард (англ. Finn Michael Wolfhard, род. 23 декабря 2002[…], Ванкувер, Британская Колумбия, Канада) — канадский актёр. Наиболее известен по роли Майка Уилера в телесериале «Очень странные дела», по роли Ричи Тозиера в фильме ужасов «Оно», а также по роли Тревора Спенглера в фильме «Охотники за привидениями: Наследники».

## Биография
Вулфхард родился в Ванкувере в семье с французскими, немецкими и еврейскими корнями. У него есть старший брат Ник. В мае 2020 года Вулфхард окончил Католическую школу в Ванкувере.
Вулфхард получил свою первую актёрскую роль на Крейгслист. В 2014 году он дебютировал на телевидении в роли Зорана в телесериале «100», а вскоре сыграл Джорди Пински в одном из эпизодов (11 сезон, 5 эпизод) телесериала «Сверхъестественное».
В 2016 году благодаря роли Майка Уилера в популярном сериале Netflix «Очень странные дела» он получил мировую известность. Он прослушивался на роль посредством видео, будучи больным и лёжа в постели. Роль принесла ему Премию Гильдии киноактёров США за лучший актёрский состав в драматическом сериале, которую он разделил с остальными актёрами сериала.
Осенью 2017 года состоялась премьера фильма ужасов «Оно», в котором Вулфхард исполнил роль Ричи Тозиера. В сентябре 2019 года он снова вернулся к этой роли в «Оно 2».
В январе 2019 года на Netflix состоялась премьера мультсериала «Кармен Сандиего», в котором Вулфхард озвучил Игрока — друга и напарника главной героини.
В этом же 2020 году Финн Вулфхард снялся в одной из двух главных детских ролей в американском фильме ужасов «Няня» (оригинальное название фильма «Поворот»), поставленном по мотивам повести Генри Джеймса «Поворот винта». Кинокритик британской газеты The Guardian назвала исполнителей детских ролей главным активом фильма, оба они, по её мнению, существуют в неопределенном пространстве между невинностью и злом. Юная Бруклин Принс играет роль не по годам развитой Флоры, которая мечется между озорством и злобой, а Вулфхард в роли её старшего брата Майлза излучает очарование и «беззаботную жестокость». Сам фильм кинокритик оценила двумя звёздами из пяти.
Кроме того Вулфхард появился в двух клипах канадской панк-рок-группы PUP в 2014 и 2016 годах.
Играет на гитаре. В период с 2017 по 2019 год выступал в собственной группе Calpurnia, с которой они организовывали туры на которых исполняли как свои композиции, так и каверы на популярные песни. После её распада он вместе с другим участником коллектива, Малкольмом Крейгом, организовали новую группу — The Aubreys.

## Фильмография
| Год          |     | Русское название                         | Оригинальное название                       | Роль                        |
| ------------ | --- | ---------------------------------------- | ------------------------------------------- | --------------------------- |
| 2013         | кор | Последствия                              | Aftermath                                   | юный Чарльз                 |
| 2014         | с   | 100                                      | The 100                                     | Зоран                       |
| 2015         | с   | Сверхъестественное                       | Supernatural                                | Джорди Пински               |
| 2016 — н. в. | с   | Очень странные дела                      | Stranger Things                             | Майк Уилер                  |
| 2017         | кор | Юные легенды математики                  | Young Math Legends                          | молодой Гаусс               |
| 2017         | ф   | Оно                                      | It                                          | Ричи Тозиер                 |
| 2018         | ф   | Собачьи дни                              | Dog Days                                    | Тайлер                      |
| 2018         | мф  | Говард Лавкрафт и Безумное Королевство   | Howard Lovecraft and the Kingdom of Madness | Герберт Уэст                |
| 2019         | ф   | Щегол                                    | The Goldfinch                               | юный Борис                  |
| 2019         | мф  | Семейка Аддамс                           | The Addams Family                           | Пагсли Аддамс               |
| 2019         | ф   | Оно 2                                    | It: Chapter Two                             | юный Ричи Тозиер            |
| 2019—2021    | мс  | Кармен Сандиего                          | Carmen Sandiego                             | Игрок                       |
| 2020         | мф  | Кармен Сандиего: Красть или не красть    | Carmen Sandiego: To Steal or Not to Steal   | Игрок                       |
| 2020         | ф   | Няня                                     | The Turning                                 | Майлз                       |
| 2020         | мс  | Задорные друзья                          | Smiling Friends                             | Человек, живущий в стене    |
| 2020         | мс  | Сказки Дж.Дж. Виллара                    | JJ Villard's Fairy Tales                    | Бойпунцель / Человекпунцель |
| 2020         | с   | Домашний фильм: Принцесса-невеста        | Home Movie: The Princess Bride              | Иниго Монтойя               |
| 2020         | кор | Правила для оборотней                    | Rules for Werewolves                        | Боберт                      |
| 2021         | ф   | Нам всем конец                           | How It Ends                                 | Эзра                        |
| 2021         | ф   | Охотники за привидениями: Наследники     | Ghostbusters: Afterlife                     | Тревор Спенглер             |
| 2021         | мс  | Дунканвилль                              | Duncanville                                 | Джереми / Норман            |
| 2022         | мф  | Пиноккио                                 | Pinocchio                                   | Фитиль                      |
| 2022         | ф   | Когда ты закончишь спасать мир           | When You Finish Saving the World            | Зигги                       |
| 2023         | ф   | Адское лето                              | Hell of a Summer                            | Крис                        |
| 2023         | мс  | Скотт Пилигрим жмёт на газ               | Scott Pilgrim Takes Off                     | юный Скотт Пилигрим         |
| 2024         | ф   | Шоу субботним вечером                    | Saturday Night                              | промоутер                   |
| 2024         | ф   | Охотники за привидениями: Леденящий ужас | Ghostbusters:Frozen Empire                  | Тревор Спенглер             |
| 2025         | ф   | Очи                                      | The Legend Of Ochi                          | Петро                       |
|              | мс  | Новое поколение                          | New-Gen                                     |                             |

## Награды и номинации
| Год  | Награда                        | Категория | Работа                                 | Результат | Прим.  |
| ---- | ------------------------------ | --- | -------------------------------------- | --------- | ------ |
| 2017 | Молодой актёр                  | Лучшая роль в цифровом телесериале или фильме — актёр-подросток                                                                                          | «Очень странные дела»                  | Номинация | [ 17 ] |
| 2017 | Teen Choice Awards             | Прорыв года (телевидение) | «Очень странные дела»                  | Номинация | [ 18 ] |
| 2017 | Премия Гильдии киноактёров США | Лучший актёрский состав в драматическом сериале | «Очень странные дела»                  | Победа    | [ 19 ] |
| 2018 | Премия Гильдии киноактёров США | Лучший актёрский состав в драматическом сериале | «Очень странные дела»                  | Номинация | [ 20 ] |
| 2018 | MTV Movie & TV Awards          | Лучший поцелуй (с Милли Бобби Браун) | «Очень странные дела»                  | Номинация | [ 21 ] |
| 2018 | MTV Movie & TV Awards          | Лучшая актёрская команда (с Софией Лиллис, Джейденом Мартеллом, Джеком Диланом Грейзером, Уайаттом Олеффом, Джереми Рэем Тейлором и Чоузеном Джейкобсом) | «Оно»                                  | Победа    | [ 21 ] |
| 2018 | MTV Movie & TV Awards          | Лучшая актёрская команда (с Гейтеном Матараццо, Калебом Маклафлином, Ноа Шнаппом и Сэди Синк)                                                            | «Очень странные дела»                  | Номинация | [ 21 ] |
| 2018 | Teen Choice Awards             | Лучший актёр фантастического/фэнтези сериала | «Очень странные дела»                  | Номинация | [ 22 ] |
| 2019 | Teen Choice Awards             | Лучший актёр летнего сериала | «Очень странные дела»                  | Номинация | [ 23 ] |
| 2019 | People’s Choice Awards         | Любимый телеактёр | «Очень странные дела»                  | Номинация | [ 24 ] |
| 2020 | Премия Гильдии киноактёров США | Лучший актёрский состав в драматическом сериале | «Очень странные дела»                  | Номинация | [ 25 ] |
| 2021 | Kids’ Choice Awards            | Любимый телеактёр | «Очень странные дела»                  | Номинация | [ 26 ] |
| 2020 | Atlanta Shortfest Awards       | Лучший режиссёр | «Ночные смены»                         | Победа    | [ 27 ] |
| 2022 | Сатурн                         | Лучший молодой актёр или актриса | «Охотники за привидениями: Наследники» | Победа    | [ 28 ] |
| 2023 | Nickelodeon Kids Choice Awards | Любимая мужская телезвезда | «Очень странные дела»                  | Победа    | [ 29 ] |